# Völkerabfälle

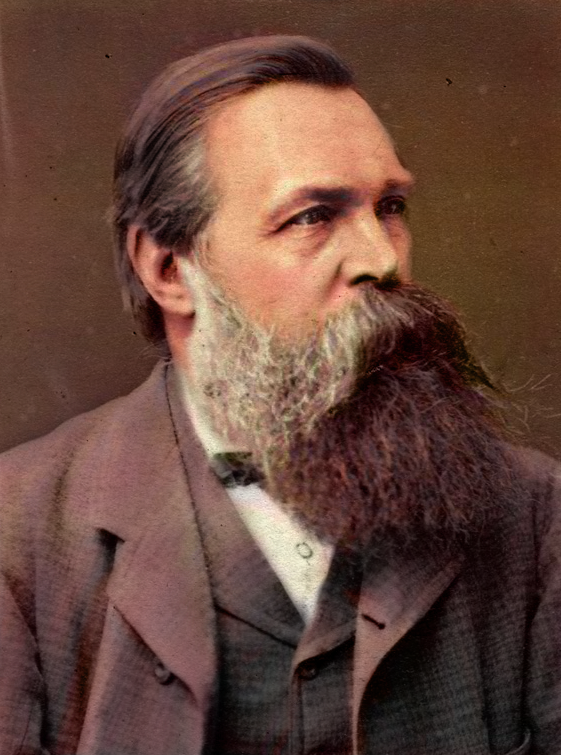
Federico Engels

Völkerabfälle (traducido del alemán como "desechos de pueblos") es un término utilizado por Friedrich Engels para describir naciones pequeñas que consideraba fragmentos residuales de antiguos pueblos que habían sucumbido a vecinos más poderosos en el proceso histórico de desarrollo social y que Engels consideraba propensos a convertirse en "abanderados fanáticos de la contrarrevolución". Este término fue publicado originalmente en Neue Rheinische Zeitung.
Ofrece como ejemplos:
- los jacobitas: "Tales son, en Escocia, los gaélicos, los partidarios de los Estuardo desde 1640 hasta 1745".
- la Chouannerie: "Tales son, en Francia, los bretones, los partidarios de los Borbones desde 1792 hasta 1800".
- la Primera Guerra Carlista: "Así son, en España, los vascos, los partidarios de Don Carlos".

Engels se refería también específicamente al levantamiento serbio de 1848-1849, en el que los serbios de Vojvodina lucharon contra la revolución húngara, previamente victoriosa. Engels finalizó el artículo con la siguiente predicción:

Pero en el primer levantamiento victorioso del proletariado francés, que Luis Napoleón se esfuerza con todas sus fuerzas en provocar, los alemanes y magiares austríacos serán liberados y se vengarán sangrientamente de los bárbaros eslavos. La guerra general que entonces estallará aplastará a este Sonderbund eslavo y borrará a todas estas naciones mezquinas y reticentes, hasta en sus propios nombres. La próxima guerra mundial provocará la desaparición de la faz de la tierra no sólo de clases y dinastías reaccionarias, sino también de pueblos reaccionarios enteros. Y eso también es un paso adelante.

## Crítica
Las opiniones de Engels fueron criticadas por el destacado socialista Karl Kautsky, quien en 1915 argumentó que después de 1848/9 los eslavos del sur checos y austriacos se habían transformado de una manera que en la práctica refutaba las opiniones de Marx y Engels. Refiriéndose a Heinrich Cunow, escribió:

Hoy, cuando esas personas han alcanzado tal poder e importancia, parece muy desafortunado referirse a ellas en los viejos términos marxistas de 1848/1849. Si hoy alguien todavía se aferra a ese punto de vista, tendrá mucho que desaprender. 

Roman Rozdolsky analiza la posición de Engels en su libro Engels and the 'Nonhistoric' Peoples: the National Question in the Revolution of 1848.

Hay dos maneras de considerar a Marx y Engels: como creadores de un método científico brillante, pero en su esencia más profunda, completamente crítico; o como padres de la iglesia de algún tipo, las figuras de bronce de un monumento. Quienes tengan esta última visión no habrán encontrado este estudio de su agrado. Nosotros, sin embargo, preferimos verlos como fueron en realidad.

Rosdolsky examina detenidamente el punto de vista de Engels. Tanto Marx como Engels habían apoyado la revolución de 1848 que se había extendido por toda Europa. Lo vieron como un primer paso necesario hacia la revolución socialista, que se esperaba fuera inminente. Sin embargo, las fuerzas de la reacción se unieron en la Austria de Klemens von Metternich en octubre de 1848 con la brutal represión del Levantamiento de Viena. Engels se vio impulsado a escribir su artículo gracias al rechazo de los eslavos austríacos de la oportunidad de liberarse del dominio opresivo de los Habsburgo, así como a su entusiasta aceptación de la contrarrevolución de Metternich.
Andrzej Walicki en su análisis de la postura de Engel en su libro Marxism and the Leap to the Kingdom of Freedom: The Rise and Fall of the Communist Utopia afirmó:

Engels no dudó en decir que naciones enteras son reaccionarias, que eso es lo que resultaron ser las naciones eslavas de la monarquía de los Habsburgo y que su oposición a la revolución germano-húngara las califica para el exterminio total.

y concluyó que es difícil negar que legitimó la política de genocidio y estaba justificado suponer que influyeron en las ideas de Hitler.

## Controversia
Este último pasaje, el párrafo final del artículo de Engels de 1849, fue analizado por el bibliógrafo, historiador literario y activista del Partido Liberal Británico George Watson, quien concluyó que Hitler era marxista. Las actitudes expresadas en ese párrafo eran bastante normales para su época.